# 封閉道路通行許可證
封閉道路通行許可證（英語：Closed Road Permit）是香港運輸署簽发給車輛進入封閉道路的許可證。

## 類別
封閉道路通行許可證有兩大類，包括大嶼山的封閉道路及邊境禁區的封閉道路。

## 發出條件

### 大嶼山的封閉道路
東涌道禁區許可證，是運輸署發給有真正需要進入大嶼山東涌道通行的車輛用，東涌道是一條大嶼山封閉道路，也是臨時禁區。除在大嶼山區內路線行走的專利巴士、大嶼山的士（藍色）和緊急服務車輛外，每天在上午8時至晚上6時之間使用東涌道的車輛，均須持有大嶼山封閉道路通行許可證和東涌道禁區許可證。至於重量逾5.5公噸的車輛，則不准使用東涌道。

### 邊境禁區的封閉道路
過境車輛可向香港運輸署申請邊境禁區「封閉道路通行許可證」。前往中國大陸之過境車輛必須獲得廣東省公安廳簽發的「粵港澳機動車輛往來及駕駛員駕車批准通知書」後，才可申請邊境禁區的封閉道路通行許可證。所有過境車輛均須持有有效「封閉道路通行許可證」，才可駕車經許可證上所指定的過境通道過境，以及相關之禁區道路，包括：落馬洲管制站、沙頭角管制站、文錦渡管制站、深圳灣管制站及港珠澳大橋管制站；此外，市區的士（紅色）、新界的士（綠色）、專線小巴及專利巴士，可以來往落馬洲支綫管制站和深圳灣管制站及於特訂時間內可以來往落馬洲管制站。
| 封閉道路                        | 許可證代碼 (管制站)                     | 管制站名稱       |
| ------------------------------- | --------------------------------------- | ---------------- |
| 新深路                          | L                                       | 落馬洲管制站     |
| 沙河路                          | S                                       | 沙頭角管制站     |
| 文錦渡路                        | M                                       | 文錦渡管制站     |
| 深港西部公路 深圳灣公路大橋     | W                                       | 深圳灣管制站     |
| 深港西部公路 深圳灣公路大橋     | WA（私家車一次性特別配額-廣東省自駕遊） | 深圳灣管制站     |
| 港珠澳大橋 港珠澳大橋香港連接路 | ZM（常規配額來往珠海/澳門市區）         | 港珠澳大橋管制站 |
| 港珠澳大橋 港珠澳大橋香港連接路 | ZMA （澳門口岸東停車場泊車轉乘計劃）    | 港珠澳大橋管制站 |
| 港珠澳大橋 港珠澳大橋香港連接路 | ZMB （港車北上計劃）                    | 港珠澳大橋管制站 |
| 香園圍口岸連接路                | H                                       | 香園圍管制站     |

## 例外
有些車輛毋須封閉道路通行許可證出入指定的封閉道路，包括西部通道可讓市區和新界的士，免許可證出入，而落馬洲管制站以南的封閉道路，在每天23:00至06:00，讓市區和新界的士，還有綠色專線小巴，於該時間內出入。